# Salamas (Verwaltungsbezirk)
Salamas (persisch شهرستان سلماس) ist ein Schahrestan in der Provinz West-Aserbaidschan im Iran. Er enthält die Stadt Salamas, welche die Hauptstadt des Verwaltungsbezirks ist. 

## Demografie
Bei der Volkszählung 2016 betrug die Einwohnerzahl des Schahrestan 196.546. Die Alphabetisierung lag bei 82 Prozent der Bevölkerung. Knapp 52 Prozent der Bevölkerung lebten in urbanen Regionen.
| Zensusjahr | Einwohnerzahl |
| ---------- | ------------- |
| 2011       | 192.591       |
| 2016       | 196.546       |